# Stomping Ground
Stomping Ground третій студійний альбом гурту Goldfinger виданий 28 березня 2000 року. Пісня «The End of the Day» містить короткий уривок з пісні гурту Dead Kennedys «Nazi Punks Fuck Off». У липні-серпні 2001, гурт вирушив у спільне турне по США разом з Reel Big Fish, Hidden Finger Tour, з підтримкою з Zebrahead, Home Grown, Mest, The Movielife та Rx Bandits.

## Список композицій
Всі пісні написані Джоном Фельдманом, окрім зазначених.
| #   | Назва                                                                   | Тривалість |
| --- | ----------------------------------------------------------------------- | ---------- |
| 1.  | «I'm Down»                                                              | 2:10       |
| 2.  | «Pick a Fight»                                                          | 3:25       |
| 3.  | «Carry On» (Фельдман, Чарлі Паулсон, Chris Johnson)                     | 3:21       |
| 4.  | «The End of the Day»                                                    | 3:03       |
| 5.  | «Don't Say Goodbye»                                                     | 2:31       |
| 6.  | «Counting the Days»                                                     | 3:29       |
| 7.  | «Bro» (Фельдман, Паулсон)                                               | 2:54       |
| 8.  | «San Simeon»                                                            | 3:22       |
| 9.  | «You Think It's a Joke» (Фельдман, Tim Palmer)                          | 3:12       |
| 10. | «Forgiveness»                                                           | 3:24       |
| 11. | «Margaret Ann»                                                          | 2:34       |
| 12. | «Get Away» (Фельдман, Паулсон)                                          | 3:51       |
| 13. | «99 Red Balloons» (Uwe Fahrenkrog-Petersen, Carlo Karges, Kevin McAlea) | 3:49       |
| 14. | «Donut Dan»                                                             | 0:42       |

| Бонусні треки японської версії | Бонусні треки японської версії         | Бонусні треки японської версії |
| #                              | Назва                                  | Тривалість                     |
| ------------------------------ | -------------------------------------- | ------------------------------ |
| 15.                            | «The Kids Are Alright» (кавер The Who) |                                |
| 16.                            | «Man In A Suitcase» (кавер The Police) |                                |
| 17.                            | «Nite Klub» (кавер The Specials)       |                                |
| 18.                            | «Rio» (кавер Duran Duran)              |                                |

## Учасники запису
- Джон Фельдман — ведучий вокал, ритм-гітара
- Чарлі Паулсон – гітара
- Дерін Пфайфер — ударні, бек-вокал
- Келлі ЛеМ'є — бас-гітара, бек-вокал